# Geelong
Geelong (IPA: [dʒɪˈlɒŋ]) a második legnagyobb város az ausztráliai Victoria államban.
Lakossága 160 991 fő, ez az egyik legnagyobb vidéki város az országban. A Corio Bay-en fekszik, 75 kilométerre délnyugati irányban az állam fővárosától, Melbourne-től. Sok turistalátványosság megközelíthető a városból, például a Great Ocean Road, a Shipwreck Coast és a Bellarnie-félsziget. Geelong a központja a híres Geelong Football Clubnak, az ún. „Macskák” klubjának.

## Népessége
A település népessége az elmúlt években az alábbi módon változott:
| Lakosok száma | 184 182 | 191 440 | 180 239 |
|               | 2014    | 2016    | 2021    |

## Képek

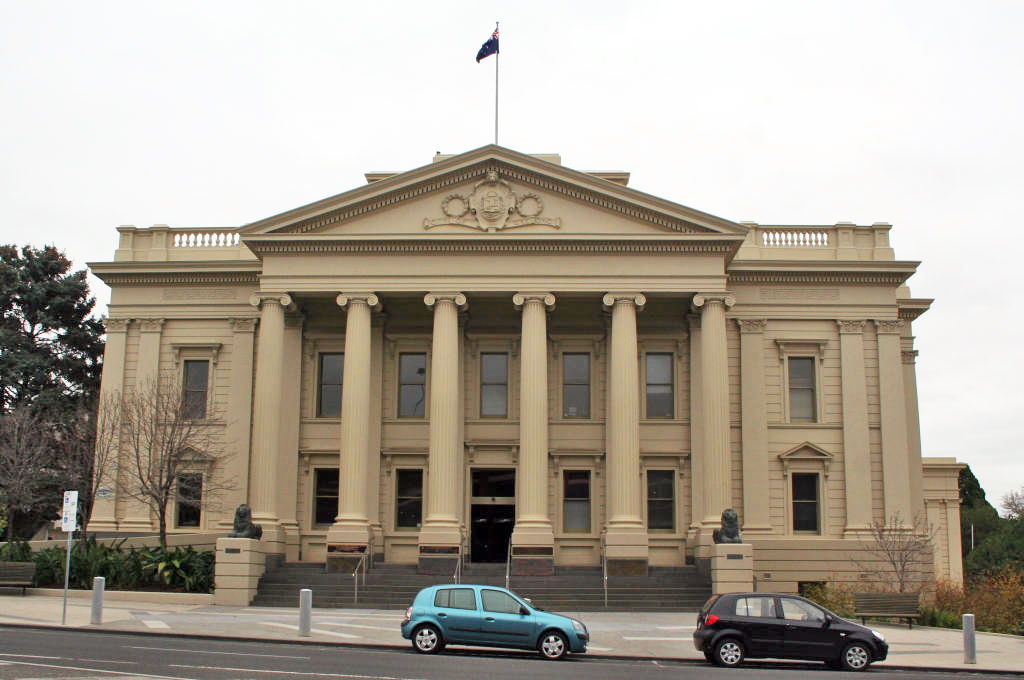
Városháza
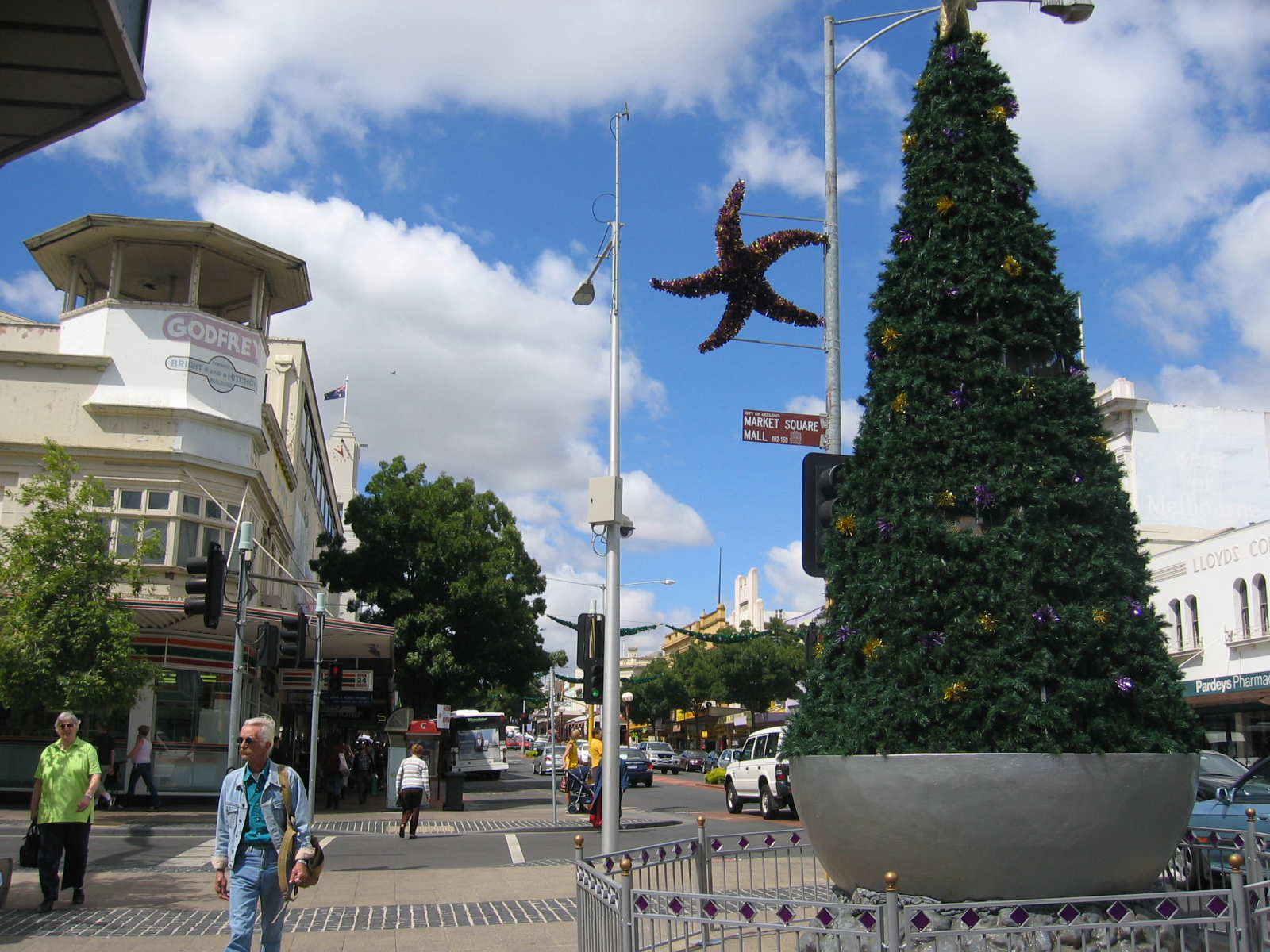
Moorabool Street, Geelong főutcája karácsonykor
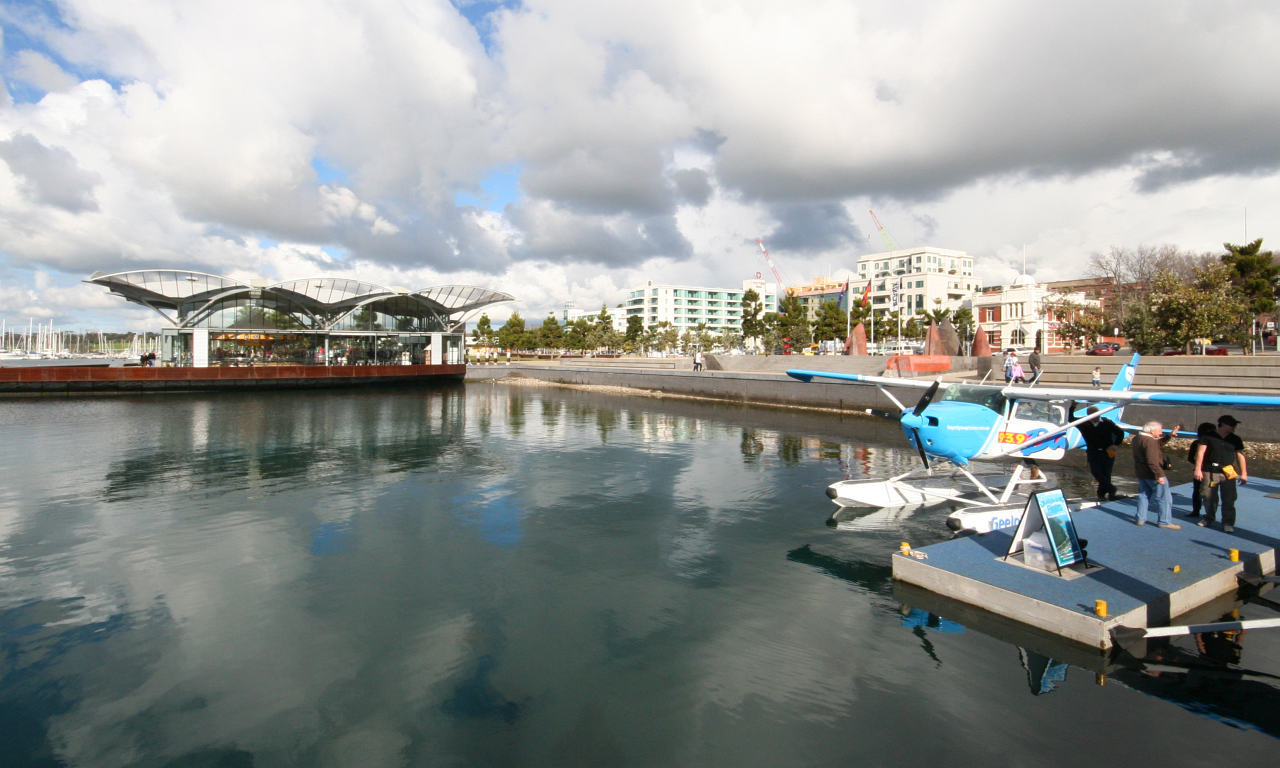
Geelong vízpartja
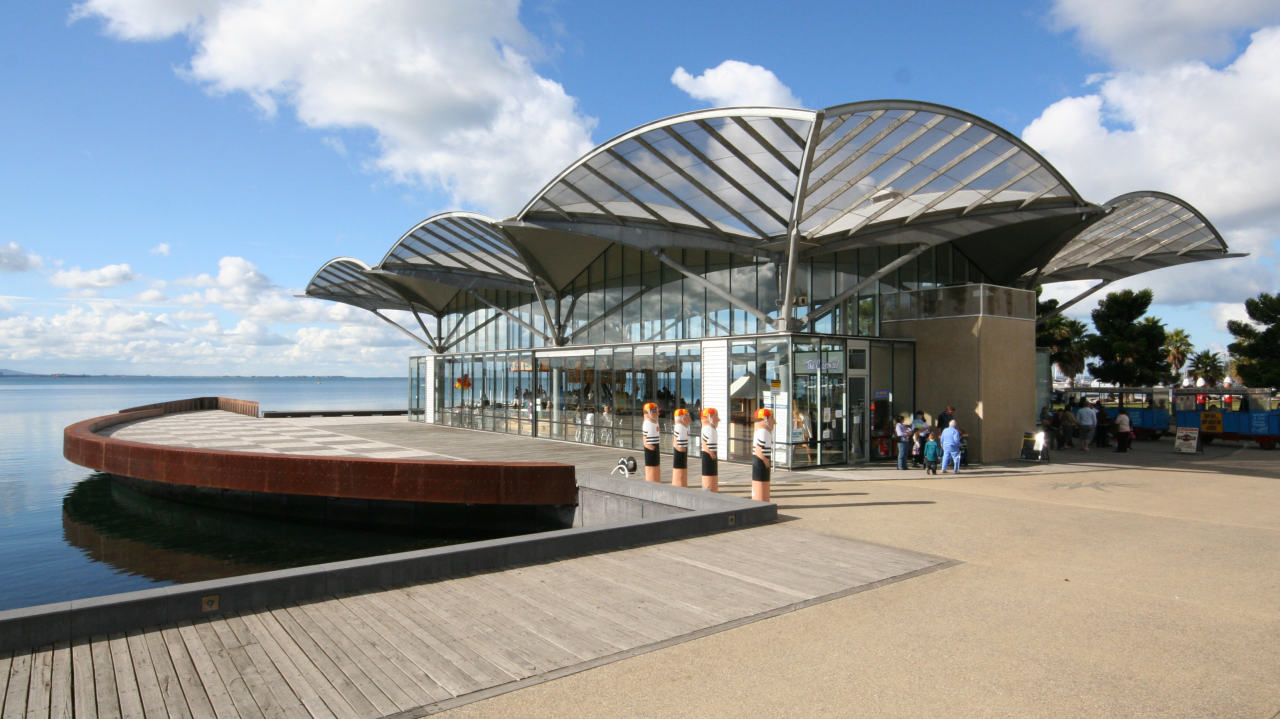
A Carousel pavilon
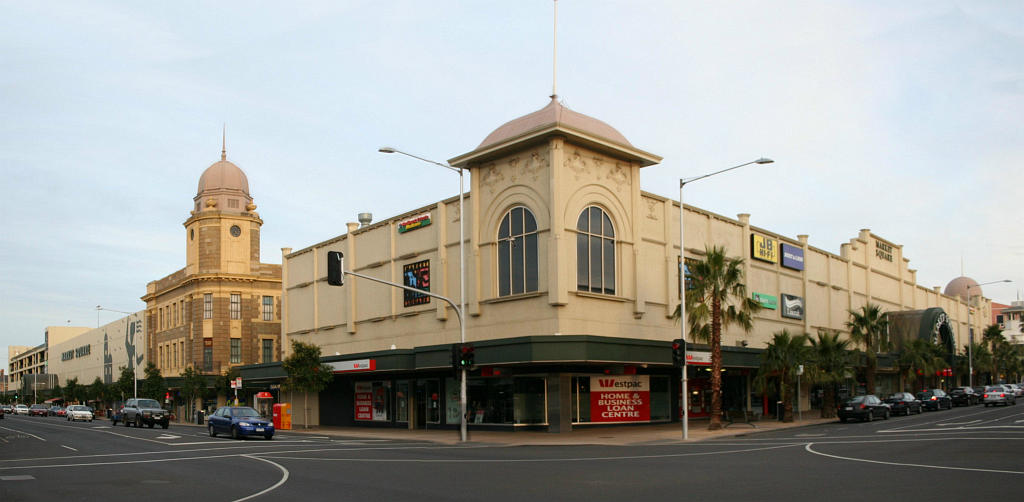
Piactér bevásárlóközpont, balra hátul a Gyarmati Kölcsönös Életbiztosító épülete az óratoronnyal
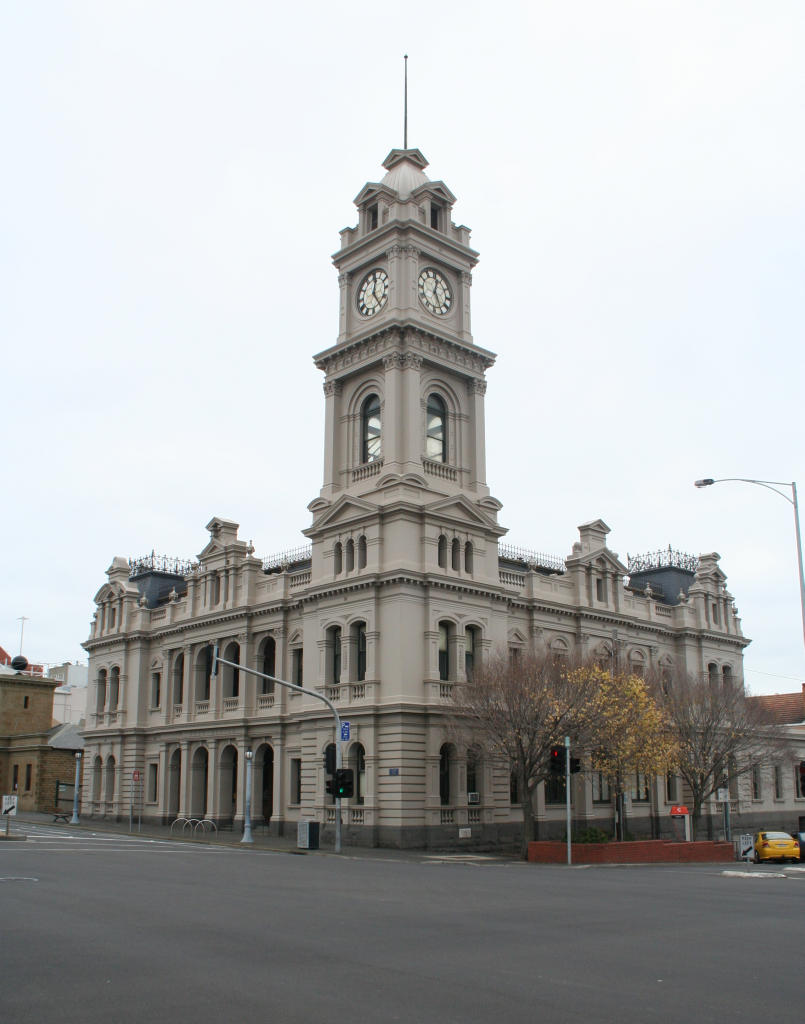
Postahivatal
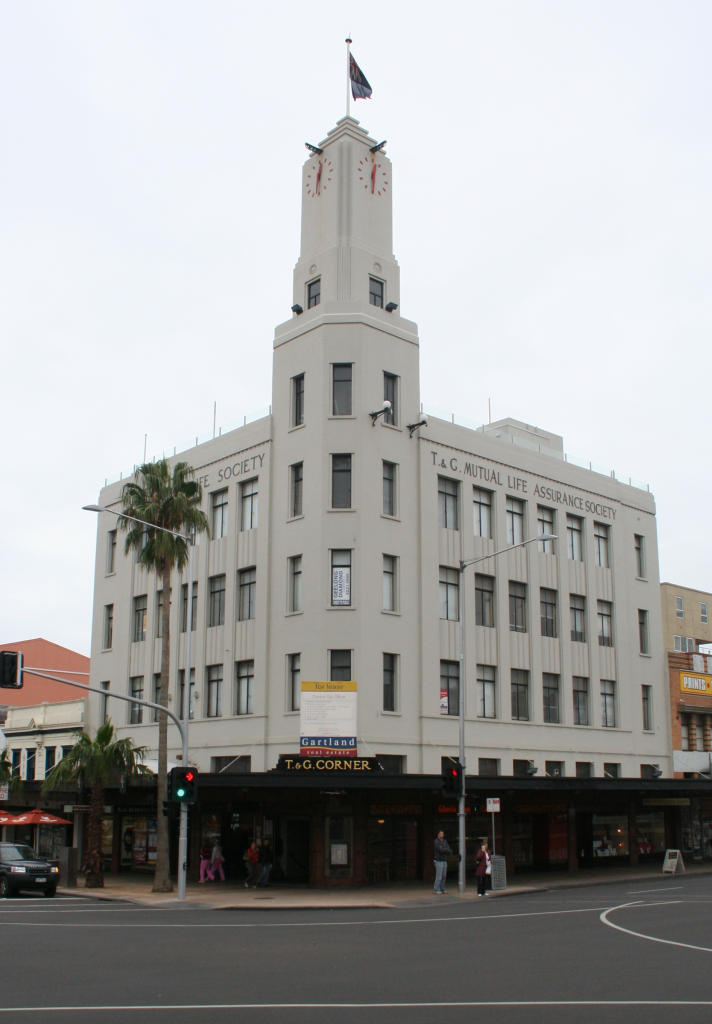
A T&G épület 1933-ban épült

## Külső hivatkozások
- Geelong város hivatalos honlapja (angolul)

1. ↑  https://www.abs.gov.au/census/find-census-data/quickstats/2021/UCL203003